# Diana Sacayán
Diana Sacayán, née le 31 décembre 1975 et morte le 11 octobre 2015, est une militante LGBT argentine qui s'est battue pour les droits légaux des personnes transgenres en Argentine.

## Biographie
Diana Sacayán est née à Tucumán le 31 décembre 1975 dans une famille autochtone Calchaquí, entourée de 15 frères et sœurs.
Soutenue par sa mère, elle assume très tôt son identité travestie (en Amérique latine, c'est le terme utilisé par les femmes trans). Après son coming out trans à l'âge de 17 ans, elle est persécutée et emprisonnée pour avoir enfreint la loi de la province de Buenos Aires qui criminalise le travestissement et l'homosexualité. En prison, elle rencontre des membres du Parti communiste. En 2001, elle s'engage dans l'action politique et militante aux côtés Leon Toto Zimerman, député du Parti communiste, et promeut des projets de loi, comme l'abrogation de l'article 68 du code des délits qui vise les prostitué.es ou l'inclusion professionnelle des personnes trans.
Elle devient membre d'organisations comme l'INADI (organisme d'État qui lutte contre les discriminations xénophobes et raciales) ou l'ILGA (association internationale LGBT) avant de co-fonder en 2011, le Mouvement Anti-discriminatoire de Libération (MAL), qui milite pour les droits des personnes transgenres. Elle œuvre notamment en faveur de l'adoption d'une loi sur l'identité de genre, qui donne une reconnaissance administrative aux personnes trans et institue une couverture des soins de santé pour leurs traitements médicaux spécifiques.
En 2012, Diana Sacayán est l'une des premières femmes trans à obtenir une carte d'identité en vertu de la nouvelle loi, qu'elle reçoit des mains de la présidente argentine Cristina Kirchner.
Elle s'est également battue pour la promotion sociale des personnes transgenre, en revendiquant des quotas d'emplois réservés dans la fonction publique. Sa plus grande réussite a été le projet de quotas de travail, qu'elle a elle-même écrit et présenté au Parlement de Buenos Aires. Ce projet a finalement été approuvé le 17 septembre 2015 par le Parlement régional, moins d'un mois avant son meurtre.

## Assassinat
Diana Sacayán est assassinée le 11 octobre 2015. Son meurtre suscite une vive émotion, notamment au sein des mouvements de défense des droits humains et de la communauté LGBTQ+.
Son assassin, Gabriel David Marino, est condamné à la prison à vie en 2018. Pour la première fois dans l'histoire, la justice argentine retient la qualification de « crime de haine contre l'identité de genre ».
L'assassinat de Diana Sacayán permet de faire avancer la cause des personnes transgenres en Argentine. En juin 2021, le parlement argentin adopte une loi, appelée loi Diana Sacayán – Lohana Berkins, qui impose aux administrations publiques d'embaucher au moins 1 % de personnes transgenres, une première mondiale.